# Terminator Salvation
Terminator Salvation è un film del 2009 diretto da McG.
Quarto capitolo della saga fantascientifica di Terminator, ha come protagonisti Christian Bale e Sam Worthington. 
Distaccandosi dai film precedenti (ambientati tra il 1984 e il 2004 e aventi il viaggio nel tempo come elemento chiave della trama), Terminator Salvation è un film postapocalittico ambientato nel 2018 e incentrato sulla guerra tra la rete di macchine Skynet e l'umanità, mentre i militari rimasti nel mondo si sono organizzati per formare la Resistenza per combattere contro le macchine assassine di Skynet. Bale interpreta John Connor, combattente della Resistenza e personaggio centrale del franchise, mentre Worthington interpreta il cyborg Marcus Wright. Anton Yelchin interpreta un giovane Kyle Reese, un personaggio introdotto per la prima volta in Terminator, e il film descrive le origini del Terminator T-800.

## Trama
Nel 2003 la dottoressa Serena Kogan della Cyberdyne Systems convince il condannato a morte Marcus Wright a firmare un contratto con questa società e donare il suo corpo alla scienza, prima della sua esecuzione. Un anno più tardi, Skynet viene attivato e, riconoscendo gli umani come minaccia, provoca una guerra nucleare, che ha inizio con il "giorno del giudizio".
Nel 2018 John Connor, insieme alla resistenza, attacca una base di Skynet. Qui John scopre enormi celle in cui vi sono dei prigionieri e alcuni progetti per un nuovo modello di Terminator che implementa l'uso di tessuti umani; tuttavia l'area viene fatta saltare e John è l'unico a sopravvivere. Nel frattempo Marcus, rinchiuso anch'egli e riuscito a scappare dalla base, procede a piedi verso Los Angeles.
John ritorna al quartier generale, situato a bordo di un sottomarino, e informa il generale Ashdown della sua scoperta. La resistenza intanto ha trovato il modo di fermare le macchine emettendo onde radio a una particolare frequenza, basata sui sistemi di comunicazione a onde corte che le macchine usano, che inibisce le loro funzioni. Così decidono di lanciare un'offensiva al quartier generale di Skynet a San Francisco entro quattro giorni, per rispondere a Skynet che ha pianificato di uccidere entro la settimana i maggiori esponenti della resistenza, compreso lo stesso John e, a sua sorpresa, un ragazzo di nome Kyle Reese.
Arrivato a Los Angeles, Marcus viene salvato dal giovane Kyle Reese e dalla sua piccola aiutante Star dall'attacco di un T-600. In seguito, Kyle spiega a Marcus cosa è accaduto dal 2004 ad oggi e, dopo aver ascoltato un messaggio di John Connor alla radio, decidono di cercare la resistenza. Riescono a sopravvivere ad un attacco da parte delle macchine, ma Kyle, Star e altre persone vengono fatti prigionieri. Nel frattempo Marcus incontra Blair Williams, pilota della Resistenza, e insieme si incamminano verso la base in cui è nascosto John Connor. Ma poco prima dell'arrivo Marcus ha un incidente, poiché una mina magnetica si attacca improvvisamente alla sua gamba esplodendo. Quando viene tratto in salvo, la resistenza scopre che si tratta di un cyborg con tessuti umani (compreso il cuore) ed endoscheletro metallico, un modello che John non aveva mai visto prima. John ordina che venga ucciso, ma Blair gli salva la vita e lo aiuta nella fuga. Mentre John sta per essere attaccato da alcuni Hydrobot di Skynet, Marcus gli salva la vita e John lo risparmia a patto che lo aiuti ad entrare nella base di Skynet per salvare Kyle. Marcus si avvicina alla base e scopre di essere autorizzato a entrarvi: quindi vi si introduce, disabilita le difese e permette a John di entrare.
Nel frattempo, il sottomarino con a bordo il generale Ashdown lancia il segnale radio per annientare Skynet ma viene immediatamente distrutto da un Hunter-Killer: il segnale radio si rivela dunque una trappola progettata dalla rete per stanare il comando della resistenza. Marcus si trova quindi faccia a faccia con la dottoressa Serena Kogan (si tratta di un'immagine proiettata dal computer) che gli spiega che lui non è altri che un cyborg da infiltrazione e che ha compiuto la sua missione, ovvero di portare John Connor dentro le linee nemiche, un'azione mai riuscita prima a nessun altro Terminator. John riesce ad entrare dentro le celle dove sono rinchiusi i prigionieri, ma si ritrova a combattere contro un T-800. Durante la battaglia, John viene ferito gravemente dal Terminator, ma grazie all'aiuto di Marcus riesce a sconfiggerlo; alla fine riescono ad uscire dalla base e a distruggerla facendo esplodere le celle a combustibile dei T-800, stipate nel locale di assemblaggio dei robot. Kate, moglie di John, riferisce agli altri che il cuore di suo marito è danneggiato e che non gli resta molto da vivere; Marcus allora decide di redimersi dalla sua vita precedente, donando il suo cuore a John, sacrificandosi così per il suo leader. Mentre si ristabilisce, John comunica via radio alla Resistenza che, sebbene questa battaglia sia stata vinta, la guerra continua.

## Produzione

### Origini
Nel 1999, due anni dopo l'acquisto dei diritti sul franchise da parte della C2 Pictures, si decise di sviluppare contemporaneamente due film di Terminator. Tedi Sarafian fu ingaggiato per scrivere Terminator 3 - Le macchine ribelli, venendo infine accreditato, mentre David C. Wilson avrebbe dovuto scrivere Terminator 4. Prima che fossero fatte tutte le revisioni, T3 inizialmente avrebbe dovuto svolgersi nel 2001 e ruotare attorno alle prime battaglie tra Skynet e gli umani. T4 sarebbe seguito immediatamente dopo e incentrato principalmente sulla guerra vista nei primi due film. La Warner Bros. diede al film il nome in codice "Project Angel".
Dopo l'uscita di Terminator 3 nel 2003, i produttori Andrew G. Vajna e Mario Kassar scritturarono Nick Stahl e Claire Danes per tornare nei ruoli di John Connor e Kate Brewster in un altro film. Il regista Jonathan Mostow contribuì a sviluppare la sceneggiatura, scritta da John Brancato e Michael Ferris, e avrebbe dovuto iniziare la produzione nel 2005 dopo aver completato un altro film. Si sapeva allora che il ruolo di Arnold Schwarzenegger sarebbe stato limitato, dato che aveva assunto l'incarico di Governatore della California. I produttori cercarono di far finanziare il film alla Warner Bros. come fatto per Terminator 3. Nel 2005 Stahl affermò che i ruoli di John e Kate sarebbero stati dati ad altri attori dato che la storia era avanzata nel tempo. Nel 2006 la Metro-Goldwyn-Mayer (successore della Orion Pictures e attuale proprietaria della library della Hemdale Film Corporation, rispettivamente distributore e produttore del film originale) era destinata a distribuire il quarto film come parte del piano del nuovo CEO Harry Sloan per rendere lo studio più valido.
Il 9 maggio 2007 fu annunciato che i diritti di produzione della serie di Terminator erano passati dai feudatari Vajna e Kassar a The Halcyon Company. I produttori speravano di iniziare una nuova trilogia basata sul franchise. L'acquisto fu finanziato con un prestito dalla Pacificor, un fondo speculativo di Santa Monica. Il 19 luglio il progetto era in un limbo legale a seguito di una causa tra MGM e T Asset, filiale della Halcyon. La MGM aveva una finestra esclusiva di 30 giorni per negoziare la distribuzione dei film di Terminator. Al momento di negoziare per Terminator 4, la Halcyon aveva respinto la proposta iniziale e la MGM aveva sospeso i negoziati. Dopo i 30 giorni, la MGM aveva affermato che il periodo durante il quale le trattative erano sospese non contava e il loro periodo esclusivo era ancora aperto. La Halcyon aveva chiesto a un tribunale un'ingiunzione che consentisse loro di rivolgersi ad altri distributori. Successivamente, la causa fu risolta e la MGM ottenne un diritto di 30 giorni al primo rifiuto di finanziare e distribuire il quinto film di Terminator.
Alla fine la Warner Bros. pagò 60 milioni di dollari per acquisire i diritti di distribuzione negli Stati Uniti di Terminator Salvation; la Sony Pictures, inoltre, pagò poco più di 100 milioni di dollari per acquisire i diritti di distribuzione del film in tutti i territori internazionali. Al film fu assegnato un budget di 200 milioni di dollari.

### Regia e sceneggiatura
McG firmò per la regia in quanto i primi due film erano tra i suoi preferiti. Sebbene inizialmente non fosse sicuro di voler "fustigare un cavallo morto", sentì che l'ambientazione postapocalittica avrebbe permesso al film di non essere solo un sequel inferiore. L'idea che gli eventi in Terminator 2 - Il giorno del giudizio e Terminator 3 - Le macchine ribelli avessero alterato il futuro, permise loro di essere flessibili nel presentare il mondo futuristico. McG incontrò il co-creatore della serie James Cameron e, pur senza benedire né denigrare il progetto, Cameron disse al nuovo regista di aver affrontato una sfida simile nel dirigere Aliens - Scontro finale. Il regista mantenne due elementi dei film precedenti: John si ribella alle autorità, e qualcuno di futura importanza dev'essere protetto (in questo caso Kyle Reese).
La prima sceneggiatura completa del film fu scritta dagli sceneggiatori di Terminator 3 John Brancato e Michael Ferris, che furono accreditati come unici autori. Paul Haggis riscrisse la sceneggiatura di Brancato e Ferris, e Shawn Ryan fece un'altra revisione tre settimane prima delle riprese. Anche Jonathan Nolan scrisse sul set, il che portò McG a dire: "Dovrei caratterizzare Jonah come autore principale del film". In risposta alla domanda se Nolan sarebbe stato accreditato o meno, McG continuò dicendo: "Non so come funzionano le regole della WGA, ma onestamente abbiamo fatto le modifiche più pesanti con Jonah". Nolan contribuì al film dopo l'entrata in gioco di Bale, e creò la sottotrama in cui Connor diventa un leader. Tuttavia Nolan dovette abbandonare improvvisamente il progetto a causa di un altro impegno. Anche Anthony E. Zuiker contribuì alla sceneggiatura. Tali furono le riscritture che Alan Dean Foster decise di riscrivere l'intero adattamento letterario dopo averlo inviato al suo editore perché la sceneggiatura finale era molto diversa da quella che gli era stata data in precedenza.
McG descrisse il tema del film come "il tracciamento della linea tra macchine e umani". L'amicizia tra Marcus – che viene giustiziato (per omicidio) quando l'umanità governa ancora il mondo – e Kyle Reese illustra come la guerra e la sofferenza possono far emergere il meglio nelle persone, come quando lavorarono insieme per sopravvivere durante la battaglia d'Inghilterra. Il titolo deriva da questa seconda opportunità data all'umanità e a Marcus, oltre che dagli sforzi di John per salvare l'umanità dalle macchine. Il titolo originale del film era Terminator Salvation: The Future Begins, ma fu abbandonato durante le riprese.
Durante la scrittura, il cast e la troupe guardarono scene dei tre film precedenti per cogliere momenti di riferimento o tributo, tra cui le frasi "Vieni con me se vuoi vivere" e "Tornerò", che viene pronunciata da John in questo film . McG si ritrovò a dover decidere quali citazioni sarebbero state incluse e quali no. Una scena d'apertura, che vede John combattere un Terminator su un elicottero precipitato, fu realizzata come un omaggio al climax del film originale in cui sua madre Sarah, dopo essersi rotta una gamba, viene inseguita dal Terminator menomato. McG ebbe l'idea per riflettere le abilità che John ha imparato da lei.

### Cast

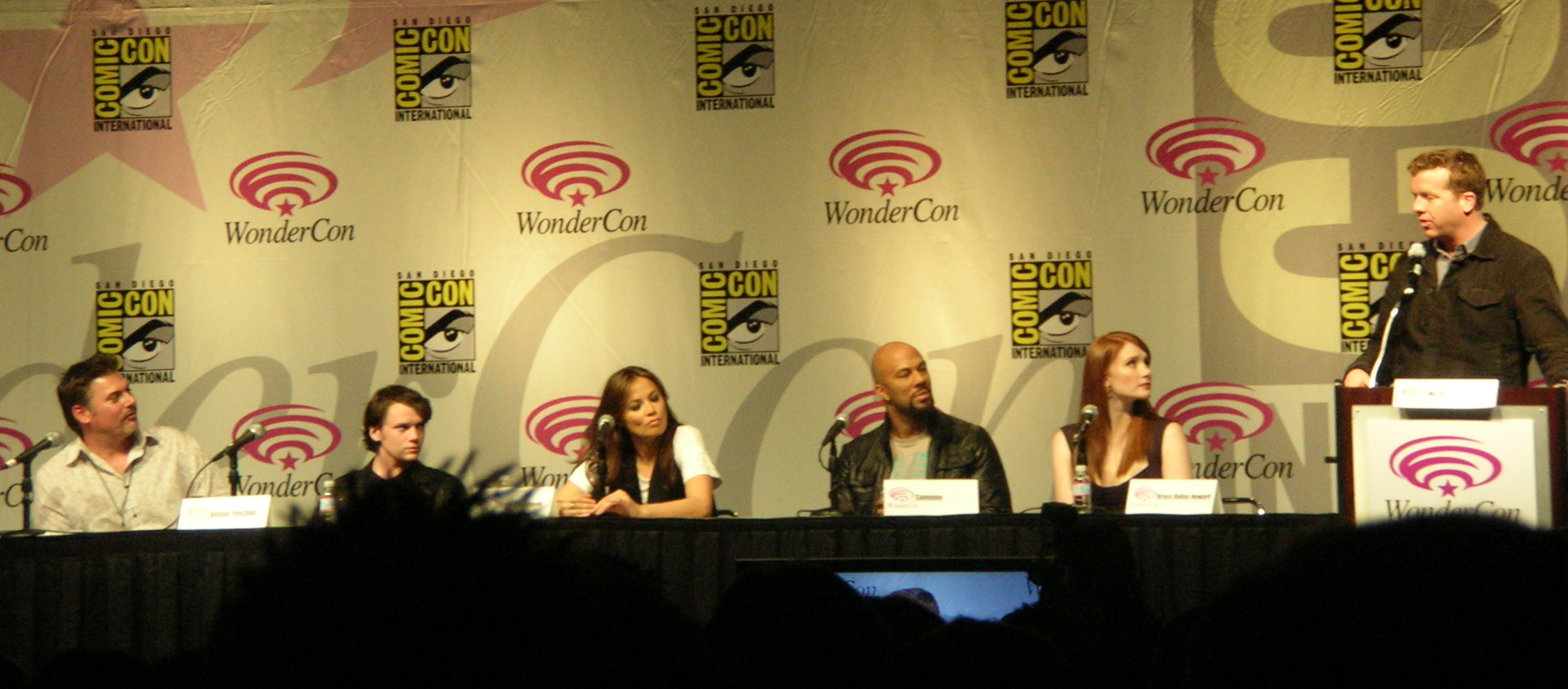
McG col giornalista Geoff Boucher e parte del cast al WonderCon del 2009.

- Christian Bale interpreta John Connor. Il regista McG definì Bale "la star d'azione più credibile al mondo" durante la produzione.[13] McG voleva Bale per Marcus, ma l'attore – anche se "non riesce a ricordare il perché" – voleva interpretare John, e questo portò il ruolo del personaggio ad espandersi nella riscrittura della sceneggiatura.[27][28] Bale fu il primo membro del cast a venire scritturato, e firmò per il ruolo nel novembre 2007. McG parlò a lungo con Bale nel Regno Unito a proposito del ruolo mentre l'attore stava girando Il cavaliere oscuro, ed entrambi accettarono di procedere. Sebbene fosse un fan della serie di Terminator, Bale all'inizio non era interessato fino a quando McG non lo convinse che la storia sarebbe stata basata sui personaggi e non sugli effetti speciali.[13] I due continuarono a lavorare sulla storia ogni giorno, insieme a Worthington. McG disse che Bale si ruppe la mano picchiando un finto Terminator durante le riprese.[29] Bale passò dalle sei alle otto ore ogni giorno con McG nella sala di montaggio per consigliare il prodotto finito.[30] Nel gennaio 2018, Bale rivelò di aver rifiutato il ruolo tre volte prima di accettarlo, in parte per dimostrare alle persone che gli dicevano di non interpretare il ruolo che si sbagliavano.[20]
- Sam Worthington interpreta Marcus Wright, un ibrido umano-terminator sperimentale. Worthington paragonò Marcus a Dorothy Gale e Alice in quanto "si sveglia in un altro mondo e cerca di trovare se stesso".[31] Cameron consigliò personalmente Worthington (che egli diresse in Avatar) a McG.[27][32] Anche Russell Crowe lo raccomandò a McG. Il regista decise che Worthington sembrava più duro della "gran parte dei giovani attori di oggi".[26] Worthington ricordò che Cameron gli disse che "il Terminator da fare è quello con la guerra".[33] Worthington si strappò i muscoli intercostali durante le prime settimane di riprese, ma insistette comunque per eseguire le sue acrobazie.[26][34] McG inizialmente espresse interesse per il casting di Christian Bale, Daniel Day-Lewis o Josh Brolin nella parte.[35][36] Brolin parlò con Bale e lesse una bozza della sceneggiatura, che trovò "interessante e cupa; alla fine, però, non pensai che andasse bene".[37]
- Anton Yelchin interpreta Kyle Reese, un rifugiato adolescente e ammiratore di John Connor e della Resistenza. La versione interpretata da Michael Biehn in Terminator era stata mandata indietro nel tempo nel 1984 per proteggere Sarah Connor e garantire la sopravvivenza della razza umana, e con lei aveva concepito John. Yelchin disse che voleva interpretare Kyle come aveva fatto Biehn e non farlo sembrare più debole in quanto più giovane. La differenza nella sua interpretazione sta nel mostrare Kyle come intenso, ma non concentrato fino a quando non si unisce effettivamente alla Resistenza. Yelchin cercò di trasmettere l'intensità di Kyle concentrandosi sulla velocità a cui Biehn correva durante il film originale.[38]
- Moon Bloodgood interpreta Blair Williams, un pilota della Resistenza "senza fronzoli e indurita dalla battaglia" che soffre della sindrome del sopravvissuto e funge da interesse romantico per Marcus.[39][40] McG la caratterizzò come una continuazione della forza femminile che è stata preminente in tutto il franchise.[41]
- Bryce Dallas Howard interpreta Katherine Brewster, la moglie di John Connor. In origine la parte era stata assegnata a Charlotte Gainsbourg, ma l'attrice lasciò il progetto a causa di una serie di conflitti con un altro film.[42] La Kate interpretata da Claire Danes nel terzo film è un veterinario, mentre in questo è un medico. Howard suggerì, come parte della storia del personaggio, che Kate avrebbe studiato libri di medicina e intervistato molti medici sopravvissuti dopo gli eventi del Giorno del Giudizio. L'argomento del film le ricordò i paesi in via di sviluppo, devastati dalla guerra e privi di rifornimenti di base come l'acqua pulita, che "riflette cose che accadono attualmente in questo mondo privilegiato in cui viviamo dove non ci sono state apocalissi e i robot non hanno conquistato il mondo. Penso che dovremmo riesaminare la cosa e continuare a fare delle scelte per il nostro futuro per tenerne conto".[43] Howard si concentrò sul fatto che Kate è "abituata alla paura e alla perdita" essendo figlia di un militare.[44]
- Common interpreta Barnes, il braccio destro di John.[45] Common dichiarò che il personaggio non era eccessivamente sviluppato, essendo "solo un personaggio bad-ass", prima dell'intervento di McG. Common fu d'accordo, in quanto "non volevo essere solo il tipo grande e ingombrante" e lavorò sul lato emotivo, "pensando a come sarebbe in un mondo postapocalittico, un mondo in cui le cose sono state distrutte e stiamo davvero lottando per la sopravvivenza".[46]
- Jane Alexander interpreta Virginia, leader di un piccolo gruppo di umani nascosto in un negozio nel deserto fuori da Los Angeles.
- Michael Ironside interpreta il generale Hugh Ashdown, il leader della Resistenza.
- Helena Bonham Carter interpreta la dottoressa Serena Kogan, un'ex scienziata della Cyberdyne che convince Marcus a donare il suo corpo per le sue ricerche.[47] La sua faccia viene in seguito usata dal computer di Skynet per comunicare con Marcus. Tilda Swinton fu inizialmente presa in considerazione per la parte, ma Bonham Carter la sostituì prima delle riprese. Accettò la parte perché il suo compagno di allora, Tim Burton, era un fan di Terminator. Il suo ruolo è "piccolo ma fondamentale" e richiese solo dieci giorni di riprese.[48] Tuttavia, il 20 luglio 2008 Bonham Carter ritardò le riprese di un giorno[49] e le fu concesso un congedo indefinito a causa della morte di quattro dei suoi familiari in un incidente di minibus in Sud Africa.[50]
- Jadagrace interpreta Star, una bambina di 8 anni di cui Kyle si prende cura.[44] Nata dopo il Giorno del Giudizio, Star è muta a causa del trauma del mondo postapocalittico. Pertanto, questo le ha dato la capacità innaturale di sentire quando si avvicina un'unità Skynet.[41]
- Brian Steele interpreta il T-600.
- Roland Kickinger interpreta il T-800, il primo Terminator coperto in tessuto vivente. Le sembianze di Arnold Schwarzenegger furono applicate tramite CGI al bodybuilder e attore Kickinger (che aveva già interpretato Schwarzenegger nel film biografico del 2005 See Arnold Run) scansionando un calco del suo volto realizzato nel 1984 per creare il trucco digitale.[51] Quando gli fu chiesto del suo ruolo, Kickinger disse che è "il personaggio di Arnold nel primo Terminator. Questo è fondamentalmente il mio ruolo, ma 20 anni prima, quindi stabilisce come è nato il Terminator".[52] Anche lo strongman polacco Mariusz Pudzianowski fu considerato per il ruolo.[53] Se Schwarzenegger avesse deciso di non concedere il permesso per l'utilizzo della sua immagine, John avrebbe sparato alla faccia del T-800 prima che il pubblico potesse vederlo in volto.[54]
- Linda Hamilton fornisce, non accreditata, la voce di Sarah Connor nelle due scene del film in cui John riproduce i nastri registrati dalla madre.[55]

### Riprese

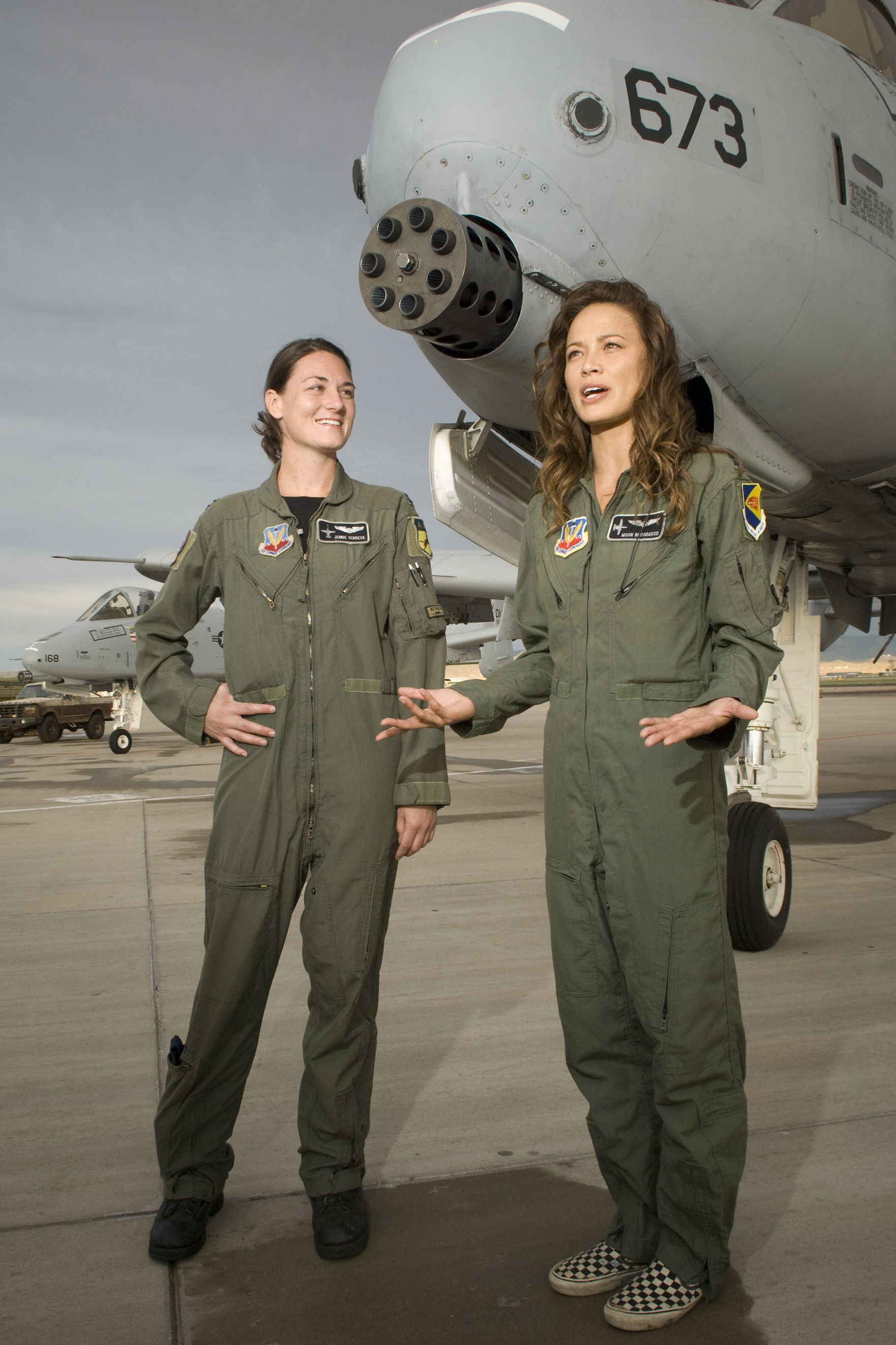
Il capitano Jennie Schoeck e Moon Bloodgood (a destra) davanti a un Fairchild-Republic A-10 Thunderbolt II durante le riprese alla Kirtland Air Force Base.

Le riprese del film iniziarono il 5 maggio 2008 nel Nuovo Messico, e si svolsero in parte presso la Kirtland Air Force Base dopo che la United States Air Force accettò di fornire guida e aerei alla troupe. I realizzatori avevano originariamente intenzione di iniziare le riprese il 15 marzo a Budapest o in Australia, ma un rimborso del 25% sulle tasse e l'assenza di limiti sui tassi di interesse li fecero spostare al più economico Nuovo Messico a causa del loro budget elevato. Per evitare ritardi causati da un possibile sciopero della Screen Actors Guild a luglio, tutte le scene in esterni furono girate per allora, così la produzione sarebbe potuta riprendere facilmente. Le riprese si conclusero il 20 luglio 2008, anche se alcuni riempitivi furono girati a gennaio 2009.
Oltre agli incidenti in cui Bale si ruppe una mano e Worthington si fece male alla schiena, il tecnico degli effetti speciali Michael Meinardus quasi perse la gamba mentre riprendeva un'esplosione, venendo colpito da un chiusino che gli tagliò parzialmente la gamba. McG notò che era una testimonianza dello stile realistico del film. "Lo dico con rispetto, non volevo quell'esperienza alla Guerre stellari in cui tutto è uno schermo blu, palle da tennis, e ci si butta. Ho fatto costruire a Stan Winston tutte le macchine, abbiamo costruito tutti i set, la potenza esplosiva, la potenza esplosiva in modo così da sentire quel vento e quella percussione e quel calore che spazza via le sopracciglia. E con questo, si ottengono un paio di urti e lividi lungo la strada, ma si ottengono in un'integrità e un realismo che si spera echeggi Apocalypse Now. Non puoi dire 'Giriamo Apocalypse Now a Burbank, penso che sembrerà altrettanto buono'."
Il film utilizzò il processo Oz della Technicolor durante la post-produzione. Si tratta di una parziale ritenzione d'argento sull'interpositivo, simile al bleach bypass, che fu usato per ottenere il senso di distacco dal mondo moderno che McG stava cercando. La Industrial Light & Magic sviluppò programmi shader per rendere l'illuminazione desaturata della CGI realistica e ben integrata con il girato. I realizzatori si consultarono con molti scienziati sugli effetti di un mondo abbandonato e dell'inverno nucleare. McG citò Interceptor - Il guerriero della strada, la trilogia originale di Guerre stellari e I figli degli uomini, così come il romanzo La strada, come le sue influenze visive. Egli incaricò il suo cast di leggere quest'ultimo e Il cacciatore di androidi. Come per I figli degli uomini, McG avrebbe realizzato gli storyboard delle scene in modo che fossero montate insieme per assomigliare a un piano sequenza. Ci vollero due settimane per girare un'inquadratura di due minuti di Connor coinvolto in un bombardamento sulla base di Skynet dove scopre i piani per il T-800.

### Design ed effetti speciali
McG cercò di creare il maggior numero possibile di elementi "in-camera" per rendere il film più realistico. Molte delle ambientazioni furono costruite a mano, inclusa un'intera stazione di servizio per le scene dell'attacco dell'Harvester. La fabbrica di Terminator fu costruita in una fabbrica abbandonata, e il team di progettazione consultò le aziende produttrici di robot per una rappresentazione più realistica. Un modello di 6,1 metri di altezza costruito e fatto detonare dalla Kerner Optical fu utilizzato per l'esplosione del laboratorio di 30 piani di Skynet a San Francisco.
La maggior parte delle macchine fu progettata da Martin Laing, un membro delle troupe di Titanic e Ghosts of the Abyss. McG affermò che molte macchine sono influenzate da H. R. Giger. L'intento di McG era di creare su schermo un 2018 realistico e tattile, e Laing concordò che i robot avrebbero dovuto essere neri e degradati in quanto nessuno di essi era nuovo. Laing ideò gli Aerostati, che sono versioni più piccole degli Hunter-Killer aerei dei film precedenti. Gli Aerostati inviano un segnale agli Harvester umanoidi alti 18 metri. Sono molto grandi e lenti, quindi usano dei Moto-Terminator per catturare gli umani, e gli Harvester li mettono nei trasportatori. Laing non era sicuro di come progettare i trasportatori, finché non vide un trasporto di bestiame mentre guidava per Albuquerque.

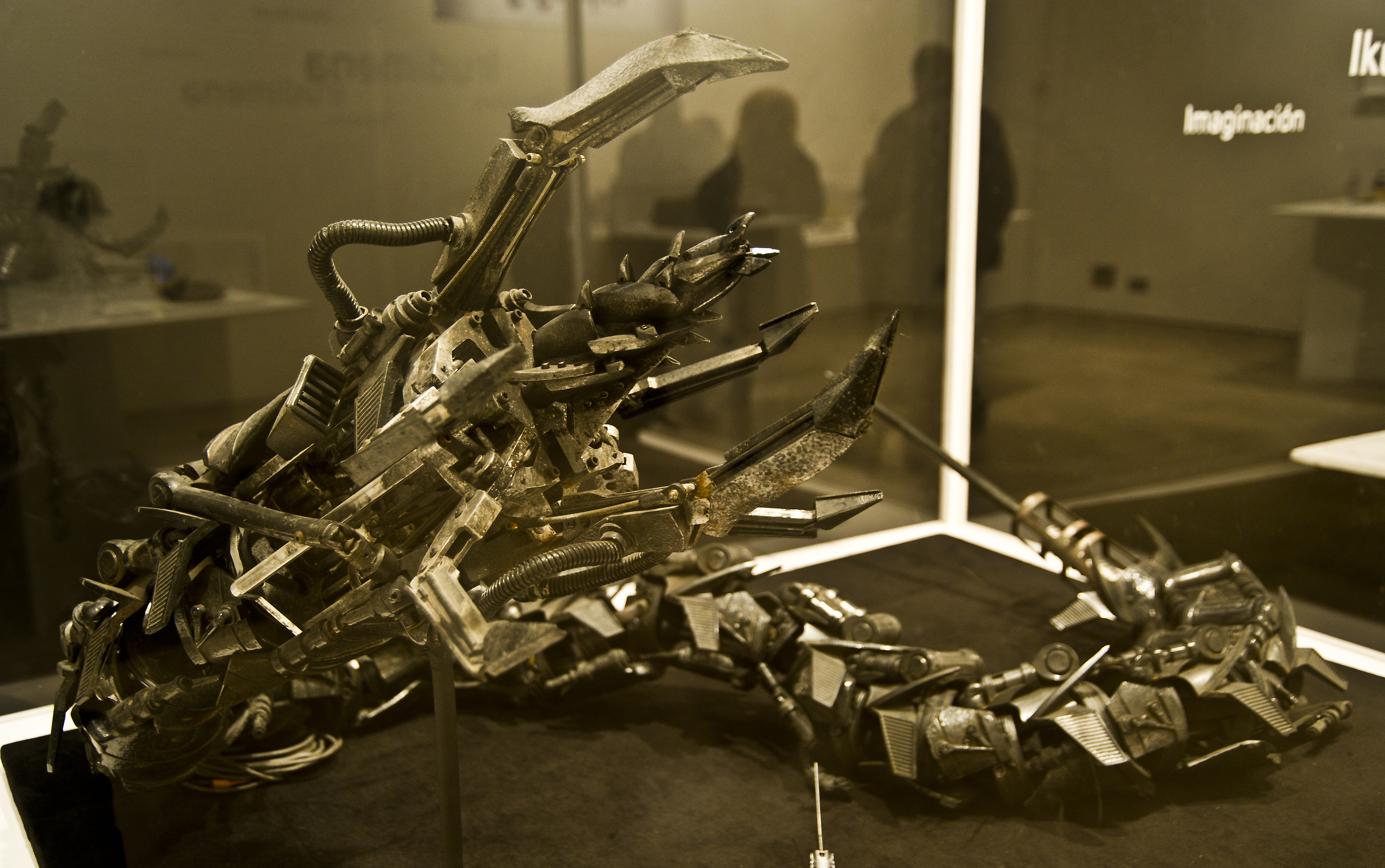
Un Hydrobot alla ExpoSYFY di San Sebastián.

Il film presenta il primo robot di Skynet acquatico, l'Hydrobot, che Laing modellò sulle anguille, e fu costruito dall'equipe di animatronica con l'esterno in gomma dall'aspetto metallico per poter essere utilizzato nelle scene acquatiche.
Il film presenta i robot T-600 e T-700 con la pelle di gomma. McG interpretò la descrizione di Kyle Reese nel film originale del T-600 come facile da individuare rendendoli alti e voluminosi. Per le scene degli umani che combattono con i Terminator, gli attori interagivano con stuntmen che indossavano tute per la motion capture, poi rimpiazzate da robot digitali. Per creare i Moto-Terminator furono assunti dei progettisti Ducati, e i robot sullo schermo sono una combinazione di stuntmen alla guida di Ducati e un modello di Moto-Terminator, oltre a un Moto-Terminator digitale. Lo studio di effetti visivi Imaginary Forces creò le sequenze dal punto di vista dei Terminator e cercò di rappresentare un'interfaccia semplice e senza fronzoli, e con più bug e anomalie poiché i robot di Salvation non sono avanzati come i Terminator dei film precedenti.
La maggior parte degli effetti speciali fu realizzata dalla Industrial Light & Magic. Salvation fu uno degli ultimi film a cui lavorò Stan Winston, supervisore degli effetti visivi dei primi tre film. Morì il 15 giugno 2008 a causa di un mieloma multiplo, e McG gli dedicò il film nei titoli di coda. Winston fu sostituito da John Rosengrant e Charlie Gibson, e McG commentò che stavano "cercando di ottenere qualcosa che non è mai stato fatto prima". La Asylum Visual Effects creò le lastre digitali, l'endoscheletro di Marcus e un T-600 digitale. La Rising Sun Pictures fece la correzione digitale per l'effetto notte, la distruzione del sottomarino e la mano robotica di Marcus.

## Colonna sonora
Danny Elfman iniziò a comporre la colonna sonora nel gennaio 2009. In precedenza, il regista McG voleva assumere Gustavo Santaolalla per lavorare sulla musica per i personaggi umani, impiegando invece Thom Yorke o Jonny Greenwood per i temi di Skynet. Avrebbe voluto discutere della colonna sonora con Hans Zimmer, ma non fu in grado di organizzare un incontro. McG incontrò il compositore originale di Terminator Brad Fiedel, ma non era interessato a riprendere le sonorità che Fiedel aveva ottenuto nelle sue colonne sonore. Tuttavia, McG desiderava che Elfman conferisse a quei temi e suoni ambientali una "qualità wagneriana".

### Album
La Reprise Records pubblicò la colonna sonora il 19 maggio 2009 in un album da 15 tracce. Benché Common avesse espresso interesse nello scrivere un brano per la colonna sonora, "Rooster" degli Alice in Chains è l'unica canzone contenuta. Anche se non fu inclusa nella colonna sonora, "You Could Be Mine" dei Guns N' Roses può essere ascoltata brevemente in una scena del film come citazione da Terminator 2 - Il giorno del giudizio.

#### Tracce
Musiche di Danny Elfman eccetto Rooster.
1. Opening – 6:01
2. All Is Lost – 2:45
3. Broadcast – 3:19
4. The Harvester Returns – 2:45
5. Fireside – 1:31
6. No Plan – 1:43
7. Reveal / The Escape – 7:44
8. Hydrobot Attack – 1:49
9. Farewell – 1:40
10. Marcus Enters Skynet – 3:23
11. A Solution – 1:44
12. Serena – 2:28
13. Final Confrontation – 4:14
14. Salvation – 3:07
15. Rooster – 6:14 (Jerry Cantrell) – Alice in Chains

Durata totale: 50:27

## Promozione

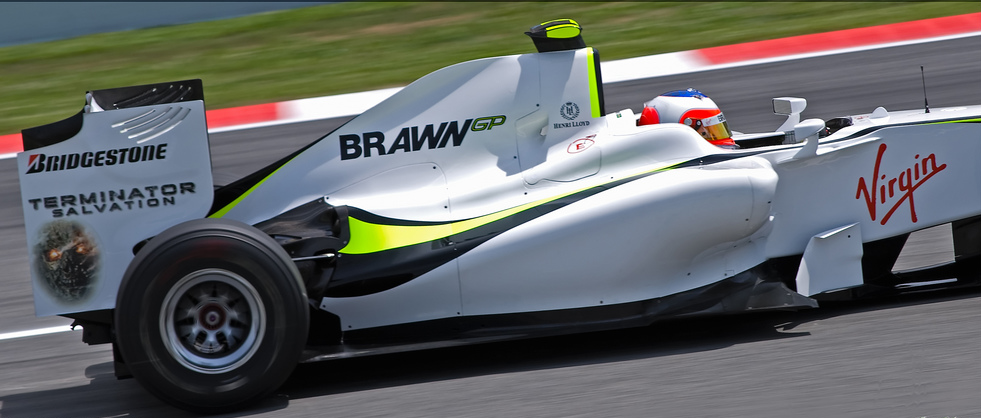
Rubens Barrichello sulla sua Brawn BGP 001 con la pubblicità del film al Gran Premio di Spagna 2009.

Il 16 luglio 2008 la Warner Bros. pubblicò il teaser trailer su Yahoo!, accompagnato da una voce fuori campo di John Connor. Il 25 novembre 2008 la Sony Pictures svelò un motion poster che mostra un T-800 con le parole "Welcome to Los Angeles 2018". Nel dicembre 2008 fu pubblicato un trailer cinematografico sul sito web della Apple. Nel marzo 2009 il secondo trailer cinematografico fu pubblicato su Yahoo! Movies e abbinato a Watchmen, accompagnato da una versione remix di "The Day the World Went Away" dei Nine Inch Nails. Fu notato che il trailer faceva uno spoiler della scena in cui il personaggio di Sam Worthington, Marcus Wright, si rivela essere un Terminator. Il 7 maggio 2009 fu pubblicato sul sito della Apple un trailer finale della durata di quattro minuti.
Playmates Toys, Sideshow Collectibles, Hot Toys, Character Options e DC Unlimited produssero il merchandise, mentre Chrysler, Sony, Pizza Hut e 7-Eleven furono tra i partner della pubblicità indiretta. Il 23 maggio 2009 un ottovolante intitolato al film aprì al Six Flags Magic Mountain. Nel 2011 l'attrazione fu ribattezzata come Apocalypse: The Ride.

## Distribuzione
Il film uscì nell'America del Nord il 21 maggio 2009, dopo che la Warner Bros. ebbe fissato l'anteprima il 14 maggio 2009 al Grauman's Chinese Theatre di Hollywood. La Sony Pictures Entertainment distribuì il film nella maggior parte dei territori d'oltreoceano in date diverse a giugno. Un'eccezione fu il Messico, a causa dell'epidemia di influenza suina nel paese che costrinse la Sony a sospendere la data di distribuzione fino al 31 luglio.

### Data di uscita
Le date di uscita internazionali sono state:
- 21 maggio 2009 in Bahrein, Canada, Kuwait, Libano e Stati Uniti
- 22 maggio in Corea del Sud (Teomineiteo miraejeonjaeng-ui sijak)
- 27 maggio in Egitto, Indonesia, Filippine e Taiwan (Mogui zhongjiezhe - Weilai jiushu)
- 28 maggio a Hong Kong (Meiloi jinsi 2018), in Malaysia, a Singapore e in Thailandia
- 31 maggio nei Paesi Bassi
- 3 giugno in Argentina (Terminator - La salvación), Belgio, Svizzera, Finlandia (Terminator - Pelastus), Francia (Terminator renaissance), Regno Unito, Irlanda, Islanda, Svezia e Uruguay (Terminator - La salvación)
- 4 giugno in Australia, Cile, Repubblica Ceca (Terminátor 4), Germania (	Terminator: Die Erlösung), Danimarca, Georgia, Grecia (Εξολοθρευτής: Η σωτηρία), Croazia, Ungheria (Terminátor - Megváltás), Israele, Kazakistan, Nuova Zelanda, Panama, Perù (Terminator - La Salvación), Portogallo (Exterminador Implacável - A Salvação), Russia (Терминатор: Да придёт спаситель), Slovenia (Terminator: Odresitev), Slovacchia e Ucraina (Термiнатор: Спасiння прийде)
- 5 giugno in Austria (Terminator: Die Erlösung), Bulgaria (Терминатор: Спасение), Brasile (O Exterminador do Futuro: A Salvação), Colombia, Ecuador, Estonia (Terminaator: Lunastus), Spagna, Italia, Giappone (Terminator 4), Lituania (Terminatorius: issigelbejimas), Lettonia, Norvegia, Polonia (Terminator - Ocalenie), Romania (Terminator - Salvarea), Turchia (Terminatör kurtulus), Venezuela e Sudafrica
- 9 giugno in Cina (Zhongjiezhe 2018)
- 26 giugno in India
- 31 luglio in Messico (Terminator - La salvación)

### Divieti
Il film fu classificato PG-13 dalla Motion Picture Association of America, a differenza dei primi tre film classificati come R. La decisione di distribuire il film con una classificazione PG-13 incontrò molte critiche da parte dei fan, così come dai media. La decisione sulla classificazione fu presa dopo che McG tagliò un'inquadratura di Marcus che pugnala un delinquente con un cacciavite, poiché il regista ritenne che non ammettere il pubblico giovane a causa di quell'unica inquadratura fosse ingiusto. Inoltre rimosse una scena in topless di Moon Bloodgood perché "era un momento dolce tra un uomo e una donna progettato per riecheggiare quello tra Kelly McGillis e Harrison Ford in Witness - Il testimone [ma] alla fine, sembrava più un momento gratuito di una ragazza che si toglie il top in un film d'azione, e non volevo che complicasse la storia dei personaggi". I produttori si erano aspettati il rating a causa della moderna indulgenza nei confronti della violenza nei film PG-13, come per il film d'azione del 2007 Die Hard - Vivere o morire.

### Edizione italiana
Il doppiaggio italiano del film fu eseguito dalla SEFIT-CDC e diretto da Sandro Acerbo su dialoghi di Valerio Piccolo. Il cast vocale fu interamente rinnovato rispetto ai film precedenti.

### Edizioni home video
Il film fu pubblicato in DVD e Blu-ray Disc in America del Nord il 1º dicembre 2009. Il primo contiene la versione cinematografica del film con una featurette sui Moto-Terminator. Il Blu-ray presenta sia la versione cinematografica sia la versione estesa di tre minuti più lunga, con contenuti speciali tra cui la Maximum Movie Mode (un commento video in cui il regista parla del film durante la riproduzione), featurette, un archivio video e la versione digitale del primo numero del fumetto prequel del film. Entrambe le versioni includono una copia digitale della versione cinematografica per lettori multimediali portatili. I Target Stores furono gli unici rivenditori a commercializzare la versione estesa in DVD. Nella sua prima settimana di vendita, Terminator Salvation debuttò al primo posto della classifica dei Blu-ray e al secondo nella classifica dei DVD, dietro Una notte al museo 2 - La fuga. Il film incassò 29.811.432 dollari dalle vendite home video.
La versione italiana uscì in BD il 25 novembre 2009 e in DVD (sia in disco singolo che in edizione steelbook a due dischi) il 2 dicembre; il 16 dicembre furono commercializzati dei cofanetti in entrambi i formati insieme a modellini del Moto-Terminator. Il 23 novembre 2016 il BD è stato ristampato in versione steelbook per la collana Project Pop Art.

## Accoglienza

### Incassi
Le prime proiezioni nazionali negli Stati Uniti, giovedì 21 maggio 2009, incassarono 3 milioni di dollari dalle proiezioni di mezzanotte e 13,3 milioni nell'intero giorno; il film incassò altri 42.558.390 milioni nel suo weekend di apertura del Memorial Day in 3.530 sale. Debuttò quindi al secondo posto dietro Una notte al museo 2 - La fuga, ottenendo un incasso del primo weekend inferiore a quello del suo predecessore e diventando il primo film della serie a non debuttare al primo posto; il film incassò la metà di quanto previsto dalla rivista BoxOffice. Terminator Salvation ebbe più successo a livello internazionale, debuttando al primo posto in 66 dei 70 territori fino alla prima settimana di giugno e continuando ad essere il film con il maggior incasso nella settimana seguente. L'incasso totale in patria fu di 125.322.469 dollari, insieme ad altri 246.030.532 provenienti dall'estero, per un incasso globale di 371.353.001 dollari. Il film si classificò al quattordicesimo posto tra gli incassi annuali a livello internazionale e al 23º a livello nazionale (Stati Uniti e Canada), il che lo pone al di sotto delle aspettative iniziali.

### Critica
Nel sito Rotten Tomatoes il film ha ricevuto il 33% di recensioni positive con un voto medio di 5,10 basato su 281 recensioni. Il consenso del sito recita: "Con una narrazione più robotica degli iconici cattivi del film, Terminator Salvation offre molti effetti straordinari ma non ha il cuore dei film originali". Su Metacritic il film ha ricevuto un punteggio medio di 49 su 100 basato su 46 recensioni.
Roger Ebert del Chicago Sun-Times diede al film 2 stelle su 4, dicendo che "Dopo aver scrutato il film, vi offro il mio riassunto della storia: Un tizio muore, si ritrova resuscitato, incontra altri, combatte. Ciò prosegue per quasi due ore." Michael Rechtshaffen di The Hollywood Reporter scrisse che il film non è lo stesso senza Schwarzenegger e che manca del suo elemento drammatico. Allo stesso modo, Claudia Puig di USA Today diede al film un 2 su 4 definendolo "prevedibile" con "elementi drammatici che si appiattiscono". Considerò l'interpretazione di Bale "unidimensionale" , ma trovò che i suoi co-protagonisti riuscissero meglio, dicendo che Worthington aveva "un'intensità silenziosa guastata solo quando urla 'Nooooo!' per tre volte in circa 10 minuti" e che Anton Yelchin aveva "alcune delle migliori battute".
La recensione di Total Film assegnò invece a Terminator Salvation un voto di 4 su 5 affermando che "la storia di Terminator si ricarica con una scossa di energia postapocalittica. Frenetico e pieno di benvenuti legami col passato, apre anche nuove strade a proposito." Anche Devin Faraci di Empire diede una valutazione positiva di quattro stelle su cinque, dicendo che "McG ha ridato vita a un franchise moribondo, dando ai fan l'azione postapocalittica che hanno sempre desiderato sin da quando hanno visto per la prima volta un piede metallico distruggere un teschio umano due decenni fa". Tuttavia, su CHUD, egli disse: "Il desiderio di Bale di interpretare John Connor è stato probabilmente il colpo più fatale al film, ha completamente distorto la forma della storia così com'è esistita." Inoltre, dichiarò che è nel terzo atto che il film comincia a cadere a pezzi, dicendo che "McG e Nolan hanno infangato la fine del film, offrendo generiche scene d'azione (l'ennesima battaglia con un Terminator in una fabbrica) senza mai trovare il loro gancio che avrebbe dato a questo film più impatto di quello che otterresti da un romanzo dell'universo espanso." Al contrario, James Berardinelli considerò il finale la parte migliore del film, sentendo che i primi due terzi erano "sconclusionati e sconnessi" e che la mancanza di un cattivo centrale era stata risolta solo quando era apparso il T-800.
Betsy Sharkey del Los Angeles Times dichiarò che "i punti di forza [di Bale] non servono né lui né il film" e che "quando la storia inizia a sbriciolarsi attorno a Bale, Worthington è lì per raccogliere i pezzi". A. O. Scott di The New York Times disse che il film ha "un'integrità bruta che manca in alcuni degli altri film di franchise stagionali" e "una narrazione efficiente e ragionevolmente rapida". Ben Lyons e Ben Mankiewicz, nel loro programma At the Movies, recensirono il film rispettivamente in modo positivo e negativo; Mankiewicz affermò che "è la peggiore uscita estiva da grosso budget che abbia visto da qualche tempo".
Arnold Schwarzenegger, protagonista dei precedenti tre film della serie, inizialmente definì Terminator Salvation "un grande film", ma in seguito ribaltò questa posizione e disse che era "orribile" e "un'occasione persa". Il creatore della serie di Terminator James Cameron lo considerò un "film interessante" che "non ho odiato tanto quanto avrei pensato", e lodò l'interpretazione di Sam Worthington, ma disse anche che i suoi due film erano migliori di entrambi i successivi. Linda Hamilton, che aveva interpretato Sarah Connor nei primi due film e prestato la sua voce in Terminator Salvation, augurò al film "il meglio" ma espresse la sua opinione che la serie "era perfetta con due film. Era un cerchio completo, ed era abbastanza di per sé. Ma ci saranno sempre quelli che cercheranno di mungere la mucca".

## Altri media
Oltre all'adattamento letterario di Alan Dean Foster, furono pubblicati tre romanzi basati sul film: il prequel Dalle ceneri di Timothy Zahn, Cold War di Greg Cox e Trial by Fire sempre di Zahn. IDW Publishing pubblicò un fumetto prequel di quattro numeri e un adattamento. Esso segue Connor che raduna la resistenza nel 2017, oltre a esaminare le persone normali che superano le loro intolleranze per sconfiggere Skynet. La Dark Horse Comics pubblicò invece dal 2013 al 2014 un fumetto sequel di dodici numeri intitolato Terminator Salvation: The Final Battle, di J. Michael Straczynski.
Un omonimo videogioco sparatutto in terza persona fu pubblicato nella stessa settimana dell'uscita del film. Christian Bale rifiutò di prestare la sua voce, quindi Gideon Emery doppiò il personaggio di John Connor. Il gioco, tuttavia, presenta le voci di Common e Moon Bloodgood nei ruoli di Barnes e Blair Williams. Nonostante non sia apparsa nel film, Rose McGowan doppia il personaggio di Angie Salter, una ex insegnante di scuola superiore. Il gioco è ambientato nel 2016, dopo gli eventi di Terminator 3 - Le macchine ribelli e prima degli eventi di Terminator Salvation. Un altro videogioco intitolato Terminator Salvation fu installato nel 2010 nelle sale giochi. È uno sparatutto a pistola ottica sviluppato da Play Mechanix e pubblicato da Raw Thrills.
Il 18 maggio 2009 Machinima pubblicò Terminator Salvation: The Machinima Series, una webserie prequel d'animazione ambientata prima del videogioco, composta da sei episodi. Dodici anni dopo il Giorno del Giudizio, Blair Williams (di nuovo doppiata da Bloodgood) sta combattendo la guerra contro le macchine nel centro di Los Angeles, rintracciando l'hacker di nome Laz Howard (doppiato da Cam Clarke) e cercando di inseguirlo per unirsi alla resistenza. La serie fu creata utilizzando l'animazione al computer in tempo reale dal videogioco. Fu distribuita dalla Warner Premiere, prodotto da Wonderland Sound and Vision e The Halcyon Company e pubblicata in DVD il 3 novembre 2009.

## Casi mediatici
Durante le riprese, Bale si arrabbiò con il direttore della fotografia Shane Hurlbut per aver camminato su un set durante una scena; imprecò e urlò contro Hurlbut e minacciò di lasciare il film. L'audio della filippica di Bale trapelò al pubblico e divenne virale. Bale si scusò pubblicamente e disse di aver risolto le sue divergenze con Hurlbut, spiegando che a volte ha problemi con qualcuno che cammina sul set, e che il giorno dell'incidente continuarono a lavorare insieme per diverse ore. Il compositore Lucian Piane creò un remix dance satirico dell'audio dell'incidente, intitolato "Bale Out".
Nel marzo 2009 il produttore Moritz Borman intentò una causa contro la Halcyon Company, chiedendo 160 milioni di dollari. Borman, che aveva organizzato il trasferimento dei diritti di Terminator alla Halcyon nel maggio 2007, affermò che i due dirigenti dell'azienda, Derek Anderson e Victor Kubicek, avevano "dirottato" la produzione e si erano rifiutati di dargli la sua quota di 2,5 milioni. Borman suppose che i superamenti del budget erano i motivi per cui Anderson e Kubicek non lo pagavano e che avevano un debito di un milione. Tuttavia, una risoluzione "amichevole" fu raggiunta un mese dopo.
Ulteriori complicazioni si verificarono il 20 maggio 2009, quando il produttore esecutivo Peter D. Graves, che aveva informato Anderson e Kubicek dei diritti di Terminator, presentò una mozione per violazione del contratto per l'arbitrato, sostenendo che gli dovevano 750.000 dollari.

## Reboot
Terminator Salvation è stato pensato come il primo capitolo di una trilogia ambientata nel futuro, con Christian Bale, McG e Jonathan Nolan confermati per i due seguiti.
A seguito delle critiche positive esposte ai test screening, la Halcyon Company aveva messo in studio il primo seguito in dicembre 2008 per un'uscita parzialmente fissata al 2011.
Tra le possibili location menzionate per svolgere parte delle riprese si è parlato del Medio Oriente.
I guai finanziari della Halcyon Company (proprietaria dei diritti della franchise) e gli scarsi incassi al botteghino hanno fatto accantonare il progetto "trilogia" fino all'interessamento nel 2011 di Arnold Schwarzenegger che ha reso nuovamente speranzosi i fan della saga.
Il nuovo film, Terminator Genisys avrebbe dovuto essere un nuovo inizio, nonché il primo di una nuova trilogia. Il film ha introdotto una linea temporale alternativa cancellando l'intera saga. Lo scarso risultato al botteghino, han fatto sì che il 20 gennaio 2016 fosse annunciata la cancellazione temporanea dei piani per qualsiasi seguito e in aprile Emilia Clarke (che in Terminator Genisys ha interpretato Sarah Connor) ha ufficialmente rifiutato di riprendere la parte in un sequel.